# Жуан Прим
Жoан Прим и Пpaтc (на каталонски Joan Prim i Prats) е испански генерал и политик.
Започва военната си кариера през 1834 по време на Карлистката война. По-късно командва испански войски в Мароко и Мексико, като достига до длъжността генерал-лейненант. На няколко пъти е избиран в парламента и изпращан в изгнание. От 3 октомври 1868 до 18 юни 1869 г. е министър-председател на Испания.